# 宁武 (政治人物)

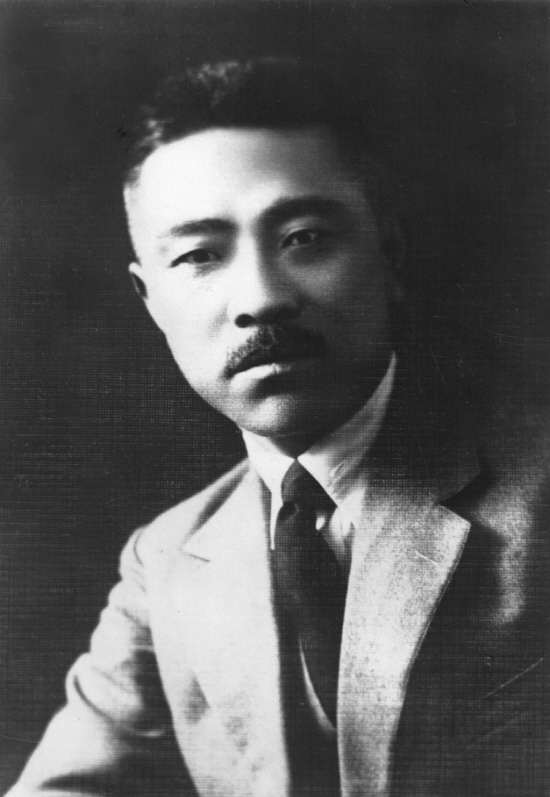
宁武

宁武（1885年—1975年），学名宁良志，曾用名宁梦岩、宁孟言，生于奉天府海城县响堂乡苗官屯，中国民主革命家，中华民国及中华人民共和国政治人物。

## 生平

### 反清革命
光绪十一年（1885年），宁武生于奉天府海城县响堂乡苗官屯。宁武家祖籍山东蓬莱，清朝顺治年间迁居海城。宁武父亲宁文德（字心泉）是教师。
宁武的中学老师赵中鹄是海城县联庄会会员。宁武经赵中鹄介绍加入联庄会，从事宣传及联络工作。1904年，宁武见上海《万国公报》刊有革命青年孙文之名，编者按称：“偌大的清朝，由于政治的腐败无能，有志青年掀起革命运动，这是很自然的……”宁武由此向往革命。
1907年，徐世昌出任东三省总督。到任不久便加税捐，辽东农民乃掀起“抗山荒”运动，打死丈量土地的清朝官吏，拒绝清朝官吏入境。徐世昌以“鼓动农民，阻碍行政”之罪名，搜捕联庄会骨干。宁武逃往奉天，入奉天小河沿盛京施医院学习。一日，宁武在英国人办的《通闻报》上见孙中山正在美国三藩市，乃用罗马拼音字母致信孙中山，提出参加革命。两个月后，宁武收到孙中山复信，告知其可联络奉天的徐镜心。一年后，宁武在奉天师范学堂找到徐镜心，经徐镜心、左雨农介绍，于1908年5月加入中国同盟会。
1909年8月，日本政府趁《东三省交涉五案条款》尚未生效，擅自命满铁会社提前动工改建安奉铁路。日本的中国留学生闻讯向中国寄发传单，提出“抵制日货，力争国权”，并派代表赴奉天、上海等地联络中国大学生共同行动。宁武和奉天的中国同盟会会员率学生检查日货，阻止安奉铁路改建动工。
1911年10月10日，武昌起义爆发，奉天的革命党人旋成立“联合急进会”，推张榕任会长、奉天省都督兼总司令；蓝天蔚任关外讨虏大都督，委任各路军将领，宁武任革命军中路协领。奉天的革命党人两度召开发动武装起义的会议，但因叛徒告密终告失败。蓝天蔚逃往大连。
1911年末，宁武来到凤凰城白菜地乡发动武装起义，准备率经其策反成功的清军进攻凤凰城、安东（今丹东）。宁武和清军管带邵兆中约好后，当夜骑邵兆中的马秘密冒雨出凤凰城，赶往鲍化南、刘雍的起义根据地凤凰城老平顶山。刚上山即遭清军围攻，宁武、刘雍骑马突围，后步行至草河口火车站，乘火车返奉天，武装起义失败。
1912年1月23日，张作霖奉东三省总督赵尔巽之命，在奉天城捕杀革命党人。宁武恰巧在当夜避居盛京施医院，获朋友报信，告其注意警惕。次日清晨，宁武得知张榕、田亚、宝琨、张振声等248人遭杀害（史称“奉天大惨案”）。组织决定宁武立即转移。

### 反袁斗争

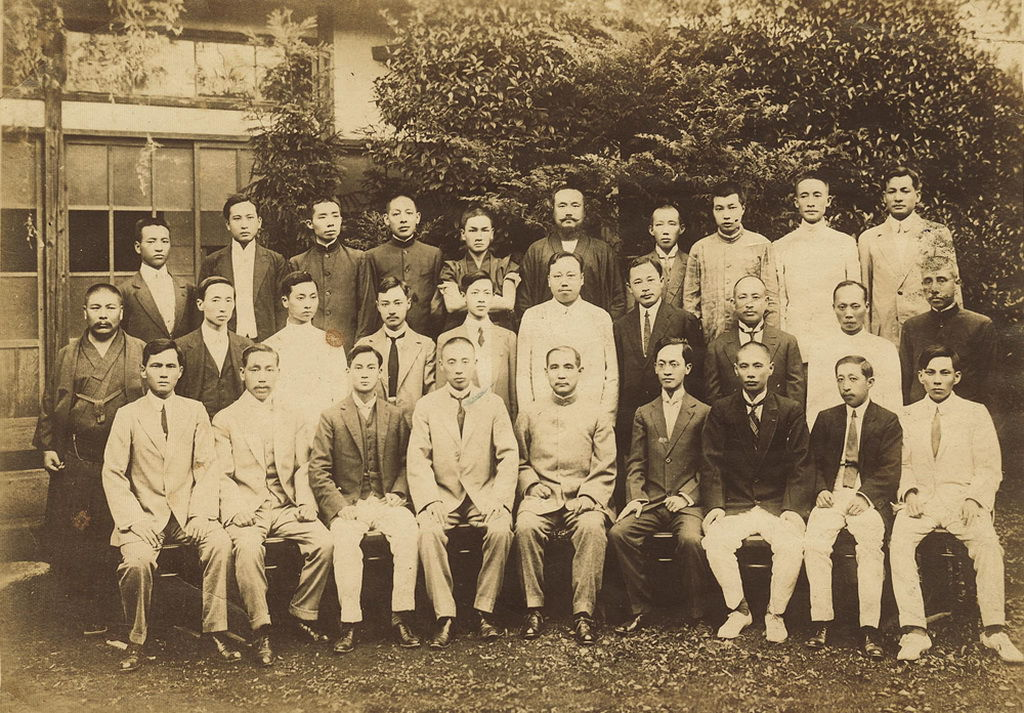
1915年9月25日，孙中山与即将回国举行反袁革命的同志合影于东京国民社。前排右起：田桐、廖仲恺、居正、胡汉民、孙中山、陈其美、许崇智、郑鹤年、邓铿。第二排右起：第七人为宁武。

1912年，袁世凯出任中华民国临时大总统，1913年任正式大总统。1913年7月，孙中山发动“二次革命”失败。宁武在天津常同徐镜心等人开会研究孙中山“要继续革命，声讨袁世凯，建立以民为贵的共和国”等指示，决定成立“革命行动委员会”，徐镜心任理事长，宁武等人任副理事长。不久，宁武、刘雍、谢宝轩等人自关内回关东州，在大连成立“革命行动委员会东北支会”。
1913年秋，革命党人从东京发电报，请大连派3位代表出席东京会议。同年9月，宁武、刘雍赴东京与会，在东京首次见到孙中山。在中华革命党党部，宁武与戴季陶、陈其美、汪精卫、刘雍等22人宣誓入党。
1914年初，孙中山将东三省作为进攻重点，据点设大连，派宁武赴黑龙江等地策反。宁武先赴齐齐哈尔成功策反黑龙江督军朱庆澜，后又赴哈尔滨策反巴英额，巴英额表达了起义决心。宁武乃回大连，向在日本的孙中山汇报。孙中山即派蒋介石、丁仁杰赴哈尔滨协助宁武。
1914年9月中旬，化装成日本人的蒋介石（化名石田雄介）、丁仁杰（化名长野周作）携孙中山亲笔信抵齐齐哈尔。宁武陪丁仁杰晤朱庆澜，面交孙中山亲笔信。但其后朱庆澜手下师长许兰洲遭袁世凯收买而率部哗变，朱庆澜出走天津。
此时，第一次世界大战爆发，俄国宪兵加紧搜查，革命党人处境危险。宁武致电孙中山，不久收到复电：“世界大战已起。侨款寄汇无期，如能自筹款项，可继续进行工作，否则暂时停止活动。”宁武即向全体同志传达复电，并通知蒋介石、丁仁杰回日本。宁武则自哈尔滨经上海赴东京向孙中山请示。

### 奉粤合作
1918年，中国北方革命失败后，宁武赴广州，任援闽粤军总司令部少将工程处长，负责建设漳州公路。1919年10月，孙中山召宁武到上海。抵上海当晚，宁武面见孙中山，孙中山说：“我们要取得政权，首先必须打倒直系军阀。另一方面，我们要分化北方军阀，利用直系与皖系的利害冲突，联络段祺瑞，特别是关外实力派张作霖，三方合作声讨曹锟、吴佩孚。经再三研究，考虑你是东北人，最适合做此项联系工作，所以派你回东北，去做张作霖的工作。”当晚，宁武乘火车赴天津。
1920年，宁武化名“宁孟言”，在天津宣传宁孟言是中国实业家，想赴东北葫芦岛开发港口，经营轮船公司。宁武又向张作霖发密函，指吴佩孚准备拥曹锟上台。张作霖闻讯，便派秘书长宋文林邀“宁孟言”赴大帅行辕面谈，张作霖向宁武表示，自己准备建设葫芦岛港，以改变东三省进出口必须经日本人控制的大连港的局面，请宁武介绍华侨资本家到奉天投资。宁武说：“南方资本家和海外华侨早已注意到东三省，但他们害怕政局不稳，怕把投资的钱，扔进大海打水漂。政局不稳，华侨是不肯到东三省投资的。”
1920年4月，奉军驻北京司令张景惠奉张作霖之命到天津邀宁武见面，仍请宁武介绍南方华侨投资东三省。宁武说：“政治问题不解决，哪个华侨敢来投资？为了走政治上的直线，你们不妨先派人去广东走走看看，我可陪同前往，观察以后再考虑与广东方面合作的问题。”6月下旬，张作霖派高级副官张亚东考察广东。抵达广东次日，宁武陪张亚东面见大元帅孙中山，孙中山说：“雨亭（张作霖）把东三省治理得很好，不过外有日本掣肘，处境也很难。如果国家统一了，建立革命的中央政府，地方的事就好办多了。”因与张作霖代表初次接触，故孙中山仅写一封短信回复，未具体表态。
1922年6月16日，陈炯明在广州发动六一六事变。8月14日，孙中山离开永丰舰，经香港赴上海。六一六事变消息传至奉天，张作霖召见宁武说：“宁孟言，我要在患难中交朋友，你代表我去探视孙先生，请他到东北来。”宁武遂赴上海见孙中山，孙中山命宁武代其谢绝张作霖的邀请，并写下一封复张作霖致谢函，信中暗示，如能帮忙筹款，即可戡定陈炯明叛乱。宁武回到奉天转交此函，张作霖乃派韩麟春借赴杭州之机，带10万元现金面送孙中山。后来韩麟春仅送交了其中2万元。
1923年9月10日，为韩麟春赴上海等事，宁武致信孙中山。孙中山在《复宁武派汪兆铭来奉接洽军国要事函》中称：

梦岩兄鉴：

9月10日函悉，韩君到沪，相见甚欢，又得雨公赠送2万元甚谢……兹派汪精卫来奉接洽军国要事，并视察同志，可就近详报各情也。

此致

孙文 9月22日
宁武阅信后告知张作霖，张作霖欢迎汪精卫前来，并怒责韩麟春，命韩麟春再补8万元。后张作霖为汪精卫一行举办隆重招待会，会后决定了奉粤合作事宜。
此时，宁武促进奉粤合作进展颇顺，张作霖支持孙中山北伐的全部武器及钱款均由宁武押车送往广州陆海军大元帅大本营。此外，他还奉孙中山的指示在东三省宣传三民主义、“以党治国”。在《勉宁武等贯彻“以党治国”为主旨函》中，孙中山称：

梦岩、星阶暨诸同志鉴：

诸同志努力宣扬我党主义，使东三省得有进行基础，至为欣慰。国难方殷，未知所届，惟望诸同志切实扩张党务，培植实力。贯彻以党治国之主旨，方足以拨乱反正，前途希望甚大，愿与诸同志共勉之。

余不一一，此致

孙文9月27日
1924年1月，中国国民党第一次全国代表大会在广州召开，宁武作为奉天省代表到广州时，大会正在通过中国国民党改组决议。当晚孙中山接见宁武，阐述本党改组意义，并告之因怕张作霖怀疑，故未将宁武选入中央委员会。大会闭幕后，宁武奉孙中山指示回奉天。
1924年9月，孙中山派孙科到奉天。张作霖希望孙中山早日北上。10月25日，冯玉祥通电邀孙中山北上共商国是。10月27日，孙中山复电冯玉祥：“建设大计亟应决定。拟即日北上与诸兄晤商。”12月4日，孙中山到天津，受张作霖、冯玉祥、段祺瑞各派代表迎接。12月5日，孙中山到曹家花园访张作霖，张作霖举办盛大宴会为孙中山洗尘。
1925年3月12日，孙中山在北京病逝。宁武因百岁祖母病逝，未能赴北京参加孙中山葬礼，仅发唁电。宁武因哀痛而大病，稍加调养便带病回奉天。

### 辅佐张学良
1928年6月4日，张作霖在皇姑屯事件中身亡。宁武当时与张作霖乘同一列专车，爆炸时正在餐车上，负轻伤。继任的张学良于12月29日通电宣布东北易帜，宁武时任张学良的顾问。1930年3月26日，中国国民党东北党务指导委员会成立，张学良任主任委员，宁武、徐箴、沈鸿烈等7人任委员。
1930年7月2日，葫芦岛港建港工程开工，张学良主持开工典礼，并撰纪念文章。张学良任港务处长，宁武任副处长，领导葫芦岛建港工程。1931年九一八事变后，建港工程停工，宁武撤返北平。
1931年11月，宁武被张学良任命为唐山市公安局局长，兼开滦矿区保安警察总队长。依照政府建制，当时公安局长即当地最高行政长官。1932年1月28日，开滦煤矿马家沟矿井工人连续举行三天大罢工。宁武签发布告：“……此后如有反动分子，借端生事，希图扰乱妨碍生产或借改选工会，实行煽惑破坏者，一经查觉，定即先将为首号召之人，派警拘捕，从严惩处……局长宁武。”掌控开滦煤矿的英国人误认为宁武站在英国人一边。但宁武未镇压罢工，且同情支持罢工工人，秘密召集罢工工人代表开会。英国人得知后，向宁武施压，企图迫其离职。宁武不仅将已逮捕的10名罢工领导人无罪释放，还在《唐山公安周刊》上发表《对于处理一月工潮的解释兼告英国总领事翟兰思君》一文，驳斥英国人的指责。
在英国人那森爱德、英国总领事翟兰思、河北省实业厅厅长何其芳的同谋下，宁武被迫提交辞呈。但宁武处理罢工的方式受唐山各界支持，并获张学良支持。河北省政府也转变态度挽留宁武。宁武由天津回唐山时，受唐山各界欢迎。开滦矿总矿师柏兰亭报告开滦矿局总理那森爱德称：“宁君（宁武）于本月12日返回唐山，有两三百人在车站欢迎。其中有警察官、局长、工厂监察员、印花税局长、学校校长、商会委员、绅士代表、工人（包括我们工会会员）李建屏、警察学校教官和学员。警察乐队亦到场欢迎。”
《开滦工人运动史》载：
开滦资本家不但通过上述手段进一步控制住黄色工会，使之成为资本家破坏工人运动的忠实奴仆。而且还通过英国领事馆，给河北省主席王树常施加压力，并通过奉天军阀张学良迫使唐山公安局长宁武“自动辞职”。这场大罢工刚刚发动时，中共河北省委派刘宁一前来唐山开展党的工作。当时各级党组织虽然已遭破坏，但由于宁武把罢工领导人全部释放，使开滦各矿地下党员在这场罢工斗争中，都发挥了作用。
宁武离职回到北平时，恰逢长城抗战。宁武的夫人杨树先（辽东辛亥革命三女杰之一）、朱庆澜夫人徐雅志、米春霖夫人张诗箴、吴俊升夫人吴助君等众位夫人率子女，在张学良夫人于凤至的领导下，组织东北妇女抗日后援会。
长城抗战失败，张学良被迫下野，赴海外考察。宁武、杨树先在江苏昆山购田盖起数间平房，围成小院，在门楣上书“宁园”，自此隐居。

### 抗日民主
1937年七七事变后，中国国民党副总裁汪精卫发出“艳电”投向日本。汪精卫派亲信多次到宁园请宁武出任日本傀儡政府职务，被宁武拒绝。1940年，宁武离开日本占领区赴重庆。经中国国民党元老张继及夫人崔振华（辽东辛亥革命三女杰之一）引见，宁武任中国国民党党史编委会委员、国民政府军事委员会参议，均为虚职，每月津贴很少。后来，朱庆澜出面在重庆歌乐山上为宁武找到3间小平房居住。宁武在此阅读了毛泽东的《论持久战》、《论联合政府》、《新民主主义论》等书。在阎宝航家，宁武接触了陈先舟、陈彦之、王卓然及中国国民党左派宋庆龄、何香凝、李济深等人。
在重庆，宁武受中共领导人周恩来、董必武等多次接见，并接受了任务。1941年，宁武向周恩来提出加入中国共产党，周恩来答：“如果民主人士都参加了共产党，那共产党依靠谁去团结联系广大的党外爱国人士和海外爱国侨胞呢？你做一个党外的布尔什维克，岂不更能发挥作用吗？”
1941年皖南事变发生后，中国国民党民主派及其他人士秘密成立“中国民主革命同盟”（简称“小民革”），由中国共产党领导，并有中国共产党党员参加。宁武是该组织骨干。
1943年初，在中共中央南方局的支持下，中国国民党民主派人士组织“民主同志座谈会”，参加者有朱蕴山、宁武、高崇民、马寅初、潘震亚、王卓然等人。同年8月，参加座谈会者决定建立中国国民党民主派组织。他们首先成立了10人筹备小组，但该小组并不仅限10人，宁武、邓初民、高崇民等人均参加过该小组会议。小组会议拟定组织名称为“三民主义同志联合会”（简称“民联”），以孙中山“联俄、联共、扶助农工”三大政策及“国民党一大宣言”为政治主张。
1944年，流亡重庆的东北人士召开九一八纪念会秘密会议。宁武、阎宝航、高崇民等人到会，与会者一致主张坚持抗战，支持中国共产党的抗日民族统一战线。1945年2月，重庆文化界人士发动《陪都文化界对时局进言》签名活动，宁武等民主人士及文化界人士400余人签名。

### 国共内战
1945年8月，抗日战争胜利。1946年，第二次国共内战爆发。宁武、阎宝航、高崇民、王卓然等人在重庆发起成立“东北政治建设协会”，发表“呼吁和平，制止内战”宣言。蒋介石大骂：“宁武是本党叛徒！”随即派张继当面警告宁武：“你好好学学三民主义，不要跟共产党走！”宁武抡起手杖打向张继，张继喊叫：“你……你这个宁疯子！”翌日，宁武收到“免职书”称“免去宁武在国民党内一切职务”。虑及宁武的安全，周恩来派齐燕铭、宋黎与宁武单线联系。
1946年5月5日，国民政府自重庆还都南京。宁武受中共上级组织之命，自重庆回到江苏昆山“宁园”，此后在昆山与上海间来往活动。在上海，宁武加入中共的外围组织“中国人民解放事业协进社”，并同中共中央上海局策反委员田云樵单线联系，负责向中共地下党推荐地下工作人员。
1949年2月，经宁武介绍，朱德君参加地下工作，帮宁武整理并抄写文件。奉宁武指示，朱德君在上海盐务机关成立了地工3人小组，保卫上海盐务机关安全，以迎接中国人民解放军占领上海。宁武多次到上海海关秘密联络丁贵堂、孙恩元等许多海关官员参与地下工作，并在海关内部建立地下印刷厂，印刷中共文件及宣传品。
在上海，宁武再度提出加入中国共产党，称：“中国的希望在共产党，我愿为实现共产主义理想而奋斗终生。”中共党组织考虑到宁武在民主党派作用更大，故决定让宁武留在党外。
在上海战役中，宁武找到曾任东北军师长、认识刘昌义的王中民。经策动，国军第51军军长刘昌义同意放下武器，接受中国人民解放军改编。

### 东三省民革奠基人
1949年，中共中央主席毛泽东致函宁武，请其作为特邀代表出席中国人民政治协商会议第一届全体会议。大会签到簿上，宋庆龄的签名在第一位，宁武的签名在第二位。该签到簿现存中国国家博物馆。
1949年10月，宁武参加中国国民党革命委员会（简称“民革”）。在民革第二届中央委员会上当选中央常委，后又当选第三、四届中央常委。1949年冬到1950年春，宁武担任民革北京分部召集人。1950年5月，民革北京市委二届二次会议召开，宁武当选民革北京市委主委。宁武先后发展了原奉天省政府主席王树常、东北抗日义勇军总指挥冯占海、原辽宁省教育厅厅长吴家象等人加入民革。经宁武引导，朱庆澜的众位子女也均加入民革。
1951年2月，奉民革中央指示，宁武回到沈阳，向中共中央东北局提出在东北创建民革组织的要求，获中共中央东北局领导支持。5月5日，民革东北临时工作委员会（简称“临工会”）筹委会第一次会议召开，宁武被推为召集人。6月15日，民革东北临工会筹委会第二次会议召开，推宁武为民革东北临工会总负责人。6月18日，民革东北临工会成立大会举行。中共中央东北局统战部领导王光伟、关山复，东北人民政府副主席高崇民、教育部长车向忱、沈阳市长朱其文，东北暨沈阳市各民主党派代表关梦觉、陈先舟、巩天民、阎宝航等人到会祝贺。宁武向大会做报告。7月1日，东北行政区各民主党派联合举办了庆祝中国共产党成立30周年大会，东北各民主党派负责人宁武、高崇民、巩天民致贺词，敬献题有“伟大的中国共产党万岁！拥护中国共产党的领导！在毛主席的旗帜下团结前进！为保卫和平建设新中国而奋斗！”的锦旗。
经宁武努力，东北地区一批原中国国民党军政界中高层人士加入民革。

### 抗美援朝
朝鲜战争爆发后，在抗美援朝运动中，民革东北临工会发动民革成员参加拥军优属、捐献飞机大炮、爱国卫生运动、认购公债。1951年8月1日，东北各民主党派慰问中国人民志愿军和中国人民解放军伤病员。为庆祝八一建军节，东北各民主党派向中国人民解放军东北军区敬献锦旗，并慰问指战员。在中国人民志愿军出国一周年纪念日，民革、民盟、民进联合召开座谈会，宁武出面邀请中国人民志愿军做报告。
1951年8月，美军入侵朝鲜开城中立区，在板门店附近袭击中国人民志愿军巡逻队，于8月26日夜轰炸开城谈判中立区，扫射中国人民志愿军代表团驻地。宁武发表书面声明称：“我们早就认识到美帝国主义的侵略本质，它是只要战争不要和平的。凡我东北各界人士，必须提高警惕，在抗美援朝运动中，以实际行动协助我人民政府巩固国防，镇压一切反革命分子，加紧生产，充实我们争取和平的力量！”
1952年2月，宁武代表东三省民革发表声明，谴责美军在朝鲜进行细菌战。同年6月，美国轰炸无军事设施的中国鸭绿江发电厂。7月，美军飞机侵入中国，扫射安东（今丹东），杀伤中国居民。东北各民主党派的地方组织接连发表联合声明，抗议美国轰炸中国居民之野蛮暴行。1952年11月，宁武参加第二届赴朝慰问团第九分团，任团长，在一个多月的时间内，完成了到朝鲜各地慰问中国人民志愿军指战员的任务，受到中国人民赴朝慰问团总团表扬。
1954年7月，东北行政区撤销，辽东省、辽西省合并为辽宁省。民革东北临工会撤销，改组为民革辽宁省分部委员会，宁武任主委。1955年12月，民革辽宁省委成立，宁武任主委。
1955年2月12日，辽宁省各民主党派、人民团体开会成立中国人民保卫世界和平委员会辽宁省分会，宁武当选主席。不久，辽宁省人民成立反对使用原子武器签名运动委员会，宁武当选主席。 2月20日，宁武在《辽宁日报》上发表《原子战争的叫嚣吓不倒中国人民》一文称：“原子战争的威胁是完全可以粉碎的。……如果美帝国主义竟然丧心病狂，敢于冒险发动原子战争，那结果遭到灭亡的，正是美帝国主义自己。”

### 参政议政
中华人民共和国成立后，宁武被中央人民政府任命为政务院监察委员、东北行政委员会政法委员会副主任。1951年10月1日，宁武在《东北日报》上刊文称：“新中国为什么能够获得这样大的成就？这是因为有了毛主席和共产党。全国人民对自己伟大祖国的光辉远景都满怀信心。在中国共产党、毛主席领导下，一定能够用自己的双手，建设起自己强大的经济力量和国防力量。”后来，宁武历任第一、二、三届全国人大代表，第二、三届全国政协委员，辽宁省副省长，辽宁省政协第一、二、三届副主席等职务。
1953年，中华人民共和国实施第一个五年计划，并在全国范围内开展普选，实行人民代表大会制度。宁武在报刊上发文称：“全国人民代表大会的决定召开，是全国人民在共产党领导下的又一个伟大胜利。我们全体同志，将献出自己所有的力量，配合完成各项准备工作，为实现这一有历史意义的政治任务而努力。”
1956年11月12日，辽宁省暨沈阳各界召开大会，纪念孙中山诞辰90周年。宁武说：“在纪念孙中山先生诞辰90周年的时候，我想台湾的军政人员中，有不少人曾信仰过孙中山先生的救国理想。如果真正地信仰孙中山先生的救国理想，就应当本着爱国家的精神，响应祖国‘和平解放台湾’的号召，摆脱帝国主义的束缚，毅然决然地回到祖国大陆上来，和我们一道建设我们伟大的国家。”
1961年10月9日，辛亥革命50周年前夕，辽宁省政协召开座谈会，会上宁武发言：“辛亥革命的事实，充分说明了资产阶级的软弱性，它不能领导全国人民将革命进行到底，它不能驱逐帝国主义，连根拔出封建势力。这个伟大的历史使命，只有在中国共产党的领导下，才能彻底实现。”最后宁武说：“现在我国正在进行社会主义建设，我们应当把旧中国如何受帝国主义侵略，封建势力如何统治人民，革命前辈如何进行英勇斗争，告诉后一代。使他们知道旧中国的苦难，珍惜今天革命的胜利果实，团结在党的周围，建设社会主义新中国。”宁武还在《辽宁日报》发表《辛亥革命前后东北地区的活动》专栏文章。

### 文化大革命
文化大革命爆发后，辽宁省各民主党派遭破坏，机关遭勒令关门，办公设备遭抢劫，机关干部中有的被下放，有的被关入“牛棚”。民革辽宁省委员会被迫停止活动。辽宁的领导将民革打成“反动的国民党”，宁武被诬为“反党叛徒集团东北帮”。经周恩来关怀下，宁武未被关入“牛棚”，仅被勒令在家改造，从事轻微体力劳动。1975年7月，宁武弥留之际，对身边亲属称：“我没能看见祖国统一，未能见到张学良将军，是我一生两大遗憾！”
1975年7月23日，宁武在沈阳病逝，享年90岁。
1977年12月19日，中共辽宁省委为宁武举行追悼会，为其平反并恢复名誉。在宁武的骨灰盒上，覆盖了中国共产党党旗。尽管宁武终生没有加入中国共产党。